# عرقیات

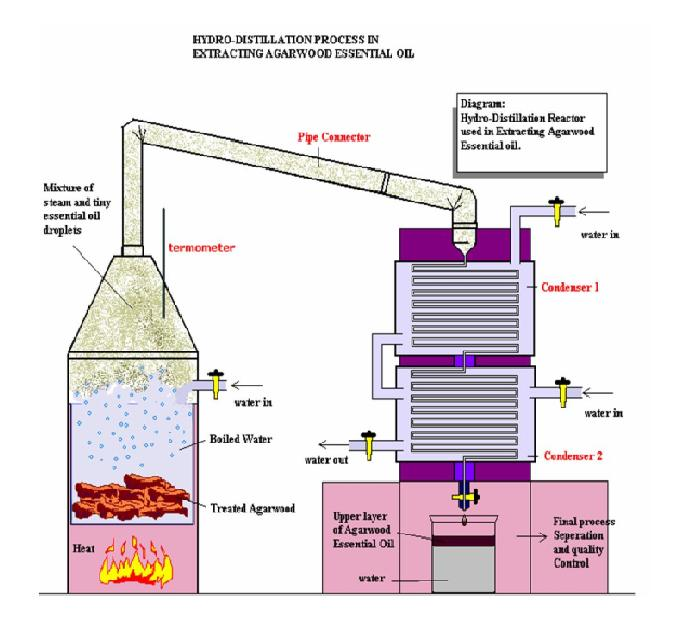
نمایی از طرزکارکرد یک نوع دستگاه عرق‌گیر

عرقیات یکی از پرمصرف‌ترین شکل‌های استفاده از گیاهان است. امروزه در ایران بیش از ۴۰ نوع گیاه وجود دارد که عرق‌گیری شده و به صورت طبی مورد استفاده قرار می‌گیرند. عرقیات طبی در واقع رایحه، عطر یا اسانس گیاهانی می‌باشند که آن را به آب اضافه می‌نمایند داروهای معطری می‌باشند که رایحهٔ آنها می‌تواند گیرنده‌های عصبی بویایی را تحریک نموده و بر روند ساخته شدن هورمونها، حرارت بدن، سوخت و ساز بدن، سطح هورمون‌های استرس و جنسی، سامانه دفاعی بدن، افکار و رفتارهای عاطفی و جسمانی ما اثر بگذارند. این مواد معطر که مقدار آنها در عصاره یا روغن گیاهان شفابخش بیشتر وجود دارد با تحریک مغز و ترشح انتقال‌دهنده‌های عصبی موجب حالات روانی خاصی در انسان می‌شود و احساس سلامت، سرخوشی، خوشنودی و خرسندی به وجود می‌آورند. این بوها می‌توانند استرس و تا حدودی درد را کاهش داده و موجب تعادل عاطفی شوند. از جمله عرقیات پرمصرف می‌توان گلاب، عرق نعنا، عرق بهارنارنج و عرق بیدمشک را نام برد.

## خواص دارویی
عرقیات گیاهی حاوی خواص دارویی هستند که به برخی از آنها اشاره می‌شود:
- عرق آلوئه ورا

دارای طبیعتی گرم و خشک است. خواص: تکاهش دهنده قند خون، پاکسازی مواد مضر بدن، کاهش دهنده رطوبت، مفید برای رروماتیسم، مفید جهت شادابی پوست، ملیّن.
- عرق آویشن

دارای طبیعتی گرم و خشک است. خواص: ضد عفونی کننده، مفید برای دفع سموم، ضد سرما خوردگی و گلودرد، ضد غلظت خون، تقویت بینایی، معالج بیماری‌های پوستی، خلط آور، تقویت معده و رفع ترشی آن، ضد درد و تشنج.
- عرق اترج (بالنگ)

دارای طبیعتی گرم و خشک است. خواص: برطرف کننده اسهال‌های مزمن، تقویت کننده معده، رفع تشنگی، آرام بخش و نشاط آور، ضد استفراغ، تأمین ویتامین C.
- عرق اسطوخودوس

دارای طبیعتی گرم و خشک است. خواص: تقویت کننده عمومی، رفع انواع گرفتگی، مقوی اعصاب و حافظه، ضد سرفه، مفید جهت صرع، آرام بخش، رفع میگرن و سردرد.
- عرق بابا آدم

دارای طبیعتی گرم و خشک است. خواص: ضد اخلاط غلیظ، آنتی‌بیوتیک قوی، درمان بواسیر، ضد امراض پوستی، ضد نقرس و روماتیسم، معرق و ادرار آور، کاهنده قند خون، لاغر کننده و آب کننده چربی اطراف شکم، مسکن، جلوگیری از ریزش مو.
- عرق بابونه

دارای طبیعتی گرم و خشک است. خواص: تقویت کننده مغز و اعصاب، مقوی قوای حنسی، آرام بخش، ضدعفونی کننده، بازکننده قائدگی، درمان کبد چرب.
- عرق بادرنجبویه

دارای طبیعتی گرم و خشک است. خواص: خونساز قوی، مقوی قلب و مغز و اعصاب، مفید جهت تنگی نفس، بالا برنده فشار خون، مفید جهت صرع، آرام بخش.
- عرق برگ چنار

دارای طبیعتی سرد و تر است. خواص: تب بر، مفید جهت بیماری‌های ریوی و تنگی نفس، تسکین دهنده درد مفاصل و ورم‌های چشم و گوش، شاداب کننده پوست.
- عرق برگ زیتون

دارای طبیعتی گرم و خشک است. خواص: التیام دهنده زخم، ضد اسهال، دافع عفونت‌های رحمی، مفید جهت فشار خون بالا، مفید جهت انواع ورم و نقرس، مدر و تب بر.
- عرق برگ گردو

دارای طبیعتی گرم و خشک است. خواص: مفید جهت سردردهای مزمن و میگرنی، اب ریزش بینی، کاهنده قند خون، ضد عفونت گوش و امراض پوستی.
- عرق بومادران

دارای طبیعتی گرم و خشک است. خواص: ضد عفونی کننده قوی، دفع سنگ کلیه، کاهش دهنده قند خون، تقویت کننده معده سرد مزاجان، تقویت کننده قلب و اعصاب، مصفای خون.
- عرق بهار نارنج

دارای طبیعتی گرم و تر است. خواص: مقوی قلب و اعصاب، مفرح، آرام بخش، ضد اضطراب و افسردگی، ضد سکسکه و درد سینه و قولنج، خواب‌آور.
- عرق بید

دارای طبیعتی سرد و تر است. خواص: مفید جهت بیماری‌های ناشی از گرمی، رفع گرفتگی‌های کبد، برطرف کننده خفقان و تشنگی، تب بر و ضد یرقان، مدر و خواب‌آور.
- عرق بید کاسنی

دارای طبیعتی سرد و تر است. خواص: تصفیه کننده خون، ضد جوش و لک، مقوی کبد، ضد زردی و یرقان، رفع تشنگی، درمان بیماری‌های پوستی و سفید کننده پوست.
- عرق بیدمشک

دارای طبیعتی معتدل و تر است. خواص: مقوی قلب و اعصاب و معده، آرام بخش، خونساز قوی، ملین، ضد اضطراب و افسردگی، مفید جهت سردردهای ناشی از بیماری‌های معده، تقویت عمومی بدن.
- عرق بوقناق (زول)

دارای طبیعتی گرم و خشک است. خواص: کاهنده قند خون، ضد سموم کبد و بازکننده مجاری کبد، درمان کولیت و تولید صفرا، ضد جوش صورت، ضد نفخ معده و روده، فعال غدد فوق کلیه و لوزالمعده.
- عرق پونه

دارای طبیعتی گرم و خشک است. خواص: رفع سوزش معده، اشتها آور، ضد آسم و تنگی نفس، ادرار آور و قاعده آور، تحلیل برنده بادهای مضر بدن، خلط آور.
- عرق خار مریم

دارای طبیعتی گرم و خشک است. خواص: رفع سوء هاضمه و کبد چرب، سم زدای کبد، ضد سرطان، کاهنده قند و کلسترول خون، ضد خارش دورران بارداری، رفع علایم هپاتیت و یرقان.
- عرق خارخاسک

دارای طبیعتی سرد و تر است. خواص: تقویت قوای جنسی، مفید جهت گرفتگی‌های کلیه و مثانه، ادرار آور، برطرف کننده زخم‌های دهان، ضد قولنج‌های گرم مزاجان.
- عرق خارشتر

دارای طبیعتی سرد و تر است. خواص: شستشو دهنده و دافع سنگ کلیه و مثانه، تصفیه کننده خون و کبد، تب بر قوی، ضد تشنج، ادرار آور.
- عرق دارچین

دارای طبیعتی گرم و خشک است. خواص: تقویت کننده عمومی بدن، از بین برنده سرفه‌های مرطوب، ضد گرفتگی کلیه، تسکین دهنده دردهای روماتیسمی، تقویت بینایی.
- عرق رازیانه

دارای طبیعتی گرم و خشک است. خواص: بازکننده گرفتگی کبد، شیر افزا و قائده آور، تقویت هورمون‌های بانوان، مفید جهت ضعف مفاصل، ضد سرفه و خونریزی سینه، خونساز.
- عرق زنجبیل

دارای طبیعتی گرم و خشک است. خواص: رفع تهوع، تقویت معده و کبد، برطرف کردن انگل در معده و روده، پیش‌گیری از سرماخوردگی، رفع گلودرد، ضد نفخ، ضد التهاب، معرق و بادشکن، نیروبخش، تقویت قوای جنسی، رفع مسمومیت، درمان بلغم.
- عرق زنیان

دارای طبیعتی گرم و خشک است. خواص: ضدعفونی‌کنندهٔ معده، ضدنفخ، قارچ، انگل و اسهال، ضد عفونی کننده قوی و دافع سموم بدن، رفع ترشی معده، بوی بد دهان، اشتها آور، از بین بردن رطوبت سینه، چاق کننده و نیروبخش، مفید برای فلج و رعشه.
- عرق زیره سبز

دارای طبیعتی گرم و خشک است. خواص: لاغر کننده، هضم‌کنندهٔ غذا و از بین برنده رطوبت معده، ادرار آور، محلل بادهای مضر در بدن، رفع ناراحتی روده.
- عرق زیره سیاه

دارای طبیعتی گرم و خشک است. خواص: لاغر کننده، هضم‌کنندهٔ غذا و از بین برنده رطوبت معده، ادرار آور، محلل بادهای مضر در بدن، افزودن شیر مادر، بهبود تنگی نفس، درمان کم خونی، پایین آورنده چربی خون.
- عرق سنبل‌الطیب

دارای طبیعتی گرم و خشک است. خواص: محرک قلب، آرام‌بخش و ضد تشنج، بهبود سردردهای میگرنی، ضد اضطراب و افسردگی، رفع تپش قلب، رفع اسپاسم، مفید برای کولیت عصبی معده.
- عرق سیر

خواص: پایین آورندهٔ فشارخون، تنظیم کنندهٔ قندخون و چربی خون. برطرف کنندهٔ مسمومیت نیکوتین سیگار و آلودگی هوا، ضدعفونی کنندهٔ مجاری تنفسی، پیشگیری از سرطان، درمان موخوره.
- عرق شاه‌تره (شاطره)

دارای طبیعتی معتدل و تر است. خواص: صفرابُر، اشتها آور، تب‌بُر، درمان یرقان، تقویت‌کنندهٔ پوست و کبد، ادرارآور، دفع کنندهٔ بلغم، تصفیه کنندهٔ خون، تقویت کنندهٔ لثه، ضد جوش و لک. مخلوط شاه تره، سرکه و عسل پاک کنندهٔ معده است.
- عرق شاهسپرم (شاه اسپرم - شاهسپرغم)

دارای طبیعتی گرم و خشک است. خواص: بازکننده گرفتگی‌های مغز، تحلیل برنده ورم‌ها، مفید جهت ضعف معده، ضد سرفه و درد سینه، ضد سردردهای گرم مزاجان.
- عرق شبدر

خواص: چاق‌کننده، مولد خون، نیرودهندهٔ قوای جنسی، درمان نرمی استخوان کودکان و تصفیه کنندهٔ خون.
- عرق شنبلیله

دارای طبیعتی گرم و تر است. خواص: پایین آورندهٔ قندخون، درمان کم‌خونی و چاق‌کننده، ضد چربی و کلسترول خون، ضد غلظلت خون و نیرو دهنده، تقویت موی سر.
- عرق شوید

دارای طبیعتی گرم و خشک است. خواص: پایین آورندهٔ چربی خون، تقویت معده، بادشکن، قاعده آور، درمان سکسکه و دل‌درد، رفع تنگی نفس، افزایش شیر مادر، برطرف کننده ضعف کبد و طحال، ادرار آور، ضد اسید اوریک.
- عرق شیرین بیان

دارای طبیعتی گرم و خشک است. خواص: درمان زخم و ترشی معده و زخم اثنی عشر، تقویت دستگاه گوارش، ضدسرفه و خلط آور، برطرف کنندهٔ عفونت‌های ریه و کلیه، برطرف کنندهٔ یبوست و بواسیر، رفع تشنگی، ضد غلظت خون.
- عرق طارونه

دارای طبیعتی گرم و خشک است. خواص: آرام‌بخش و خواب‌آور، دافع رطوبات اضافه بدن، مفید جهت روماتیسم، ضد درد مفاصل، و درد آرتروز، نیرو دهنده قوای جنسی.
- عرق کاسنی

دارای طبیعتی سردو تر است. خواص: تب‌بُر، تقویت کنندهٔ پوست، کلیه و کبد، کاهش مشکلات گوارشی و معده، تصفیه کنندهٔ خون، بهبود درد مفاصل.
- عرق کاکوتی

دارای طبیعتی گرم و خشک است. خواص: مقوی معده، برطرف‌کننده سوءهاضمه، اشتهاآور و ضدعفونی کننده مجاری تنفسی. مصرف برگ گیاه مخلوط با ماست یا دوغ نرم‌کننده سینه و تقویت کننده قوای جنسی است.
- عرق کلپوره

دارای طبیعتی گرم و خشک است. خواص: ضدسرفه، اسهال، شکم درد، بیماری‌های گوارشی، عفونت‌های دهان، لثه و لوزه‌ها، تب‌بُر و ضدجوش و خارش، تقویت کننده معده، ضد عفونی کننده مجاری تناسلی، مفید جهت اختلالات قائدگی، رفع کم اشتهایی، ضد رفلکس معده.
- عرق کرفس

دارای طبیعتی گرم و خشک است. خواص: رماتیسم و درد مفاصل، تقویت کننده استخوان و مفید جهت سیاتیک، لاغر کننده قوی، مفید جهت پاکسازی کلیه و مثانه، مدر، کاهنده اسید اوریک.
- عرق کندر

دارای طبیعتی گرم و خشک است. خواص: تقویت مغز، حافظه و تمرکز حواس، افزایش میل جنسی و نیرو دهنده قوای جنسی، تقویت قلب، چشم، لثه و دندان.
- عرق کیالک (زالزالک)

دارای طبیعتی گرم و خشک است. خواص: تنظیم کنندهٔ کلسترول خون، تصفیه کنندهٔ خون، جلوگیری از تنگی عروق قلب، تقویت قلب، کاهش دهنده فشار خون، ضد غلظت خون، آرام بخش.
- عرق گاوزبان

دارای طبیعتی گرم و خشک است. خواص: آرام بخش، نرم‌کننده سینه، تصفیه کننده خون، ادرارآور و برطرف کننده التهابات مثانه و کلیه، مفرح و تقویت کننده مغز و اعصاب، مقوی قلب و کبد.
- عرق گزنه

دارای طبیعتی گرم و خشک است. خواص: پایین آورندهٔ قندخون، رفع تنگی نفس، نیرودهنده و قاعده‌آور، افزایش شیر مادر، رفع ورم لوزه‌ها، مفید جهت عفونت کلیه و مجاری ادراری، اشتها آور، مفید جهت واریس، ضد خون ریزی بینی.
- عرق گشنیز

دارای طبیعتی سرد و خشک است. خواص: نیرودهنده، ضد تشنج، ضد کرم و باکتری و بیماری‌های روده‌ای، آرام‌بخش و برطرف کنندهٔ تاول‌های دهان و تسکین دهنده درد دندان، مفرح و مقوی مغز و اعصاب، ضد قند.
- عرق گلاب

دارای طبیعتی گرم و تر است. خواص: تقویت کنندهٔ قلب، مغز و اعصاب، مفرح، افزاینده میل جنسی، بازکننده عروق، برطرف کننده بوی بد دهان، درمان گلو درد، رفع غش، ضعف و بی‌هوشی، دفع بلغم، تقویت لثه، صفرابر.
- عرق گل ختمی

دارای طبیعتی گرم و خشک است. خواص: نشاط آور، رفع التهاب مثانه، درمان آسم و گرفتگی صدا، بهبود سرماخوردگی، مقوی، ملین، درمان قولنج و دردهای عضلانی.
- عرق مرزنگوش

دارای طبیعتی گرم است. خواص: برطرف کنندهٔ گازهای معده، نفخ، شکم درد، آسم و تنگی نفس.
- عرق مرزه

دارای طبیعتی گرم و خشک است. خواص: برطرف کننده سوءهاضمه، سنگ‌های کلیه و مثانه، تقویت کننده قوای جنسی مردان و ضعف جسمی، ضد نقرس و فلج، تقویت کننده استخوان، ضد انگل و اسهال.
- عرق مورد

دارای طبیعتی سرد و خشک است. خواص: تقویت کننده قلب و بینایی، قطع کننده انواع خونریزی، ضد ریزش مو، درمان بیماری‌های پوستی، رفع بدبویی عرق بدن، ضد اسهال.
- عرق میخک

دارای طبیعتی گرم است. خواص: آرام‌بخش، تنظیم کننده قاعده، تقویت‌کننده معده و ضد انگل.
- عرق نعنا

دارای طبیعتی گرم و خشک است. خواص: تقویت کننده معده، مولد خون، اشتهاآور، ضد درد و ضد اسپاسم، رفع کنندهٔ دل درد و دل پیچه، ضد تشنج و بادشکن، برطرف کنندهٔ گرمازدگی کودکان و سکسکه، محرک قوای جنسی.
- عرق نعنا فلفلی (نعنا خنک)

دارای طبیعتی گرم و خشک است. خواص: تقویت کننده معده، مولد خون، اشتهاآور، ضد درد و ضد اسپاسم، رفع کنندهٔ دل درد و دل پیچه، ضد تشنج و بادشکن، برطرف کنندهٔ گرمازدگی کودکان و سکسکه، ضد درد میگرن و سردردهای سرد مزاجان.
- عرق نسترن

دارای طبیعتی گرم و خشک است. خواص: تقویت کنندهٔ قلب و اعصاب، رفع کمبود ویتامین ٬C بهبود ورم کلیه، بهبود درد معده و اسهال، درمان زخم معده تصفیه کنندهٔ خون.
- عرق هل

دارای طبیعتی گرم و خشک است. خواص: تقویت کنندهٔ معده و روده و بادشکن، برطرف کنندهٔ بوی بد دهان (به ویژه بوی سیر)، تقویت حافظه، رفع خستگی ذهنی، نیروبخش.
- عرق یونجه

دارای طبیعتی گرم و تر است. خواص:اشتها آور، چاق‌کننده، حاوی انواع ویتامین‌ها، تقویت‌کنندهٔ بدن و برطرف کنندهٔ لرزش‌های ناشی از بیماری پارکینسون (رعشه)، چاق‌کننده و مفید برای ترک اعتیاد، سرشار از ویتامین.
برای مشاهده انواع دستگاه عرق گیری و روش کار آن به سایت گام صنعت مراجعه کنید.